# Karaś-Palast

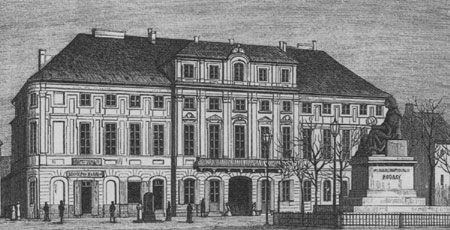
Fassade des Palastes etwa im Jahr 1887; im Vordergrund das Kopernikus-Denkmal. Links des Gebäudes verläuft die Ulica Oboźna

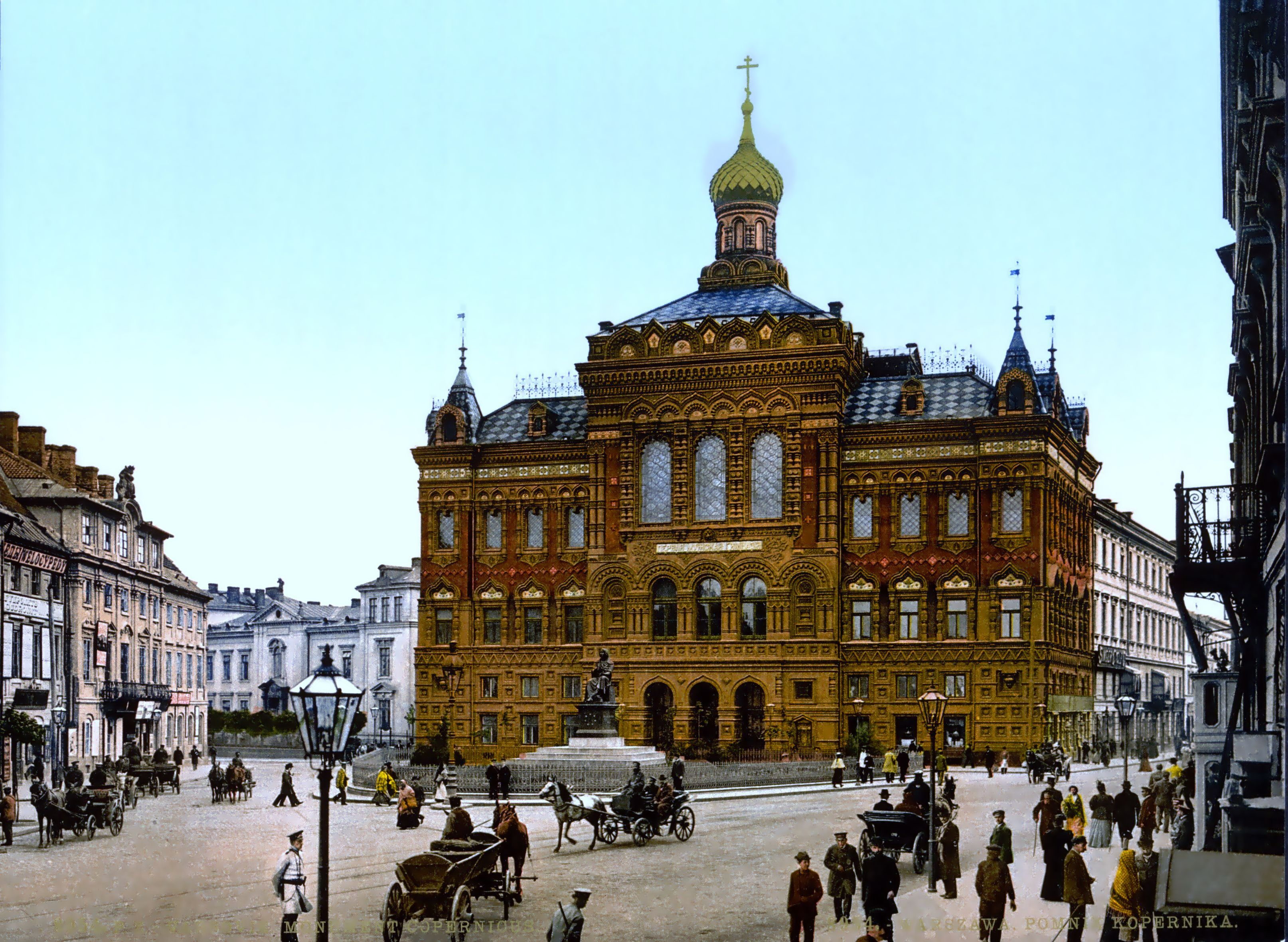
Auf der Postkarte etwa aus der Zeit der Jahrhundertwende ist neben dem zu der Zeit stark russifizierten Staszic-Palast (mittig) am linken Rand an der heute als Ulica Mikołaja Kopernika bezeichneten Straße die Fassade des Karaś-Palastes erkennbar

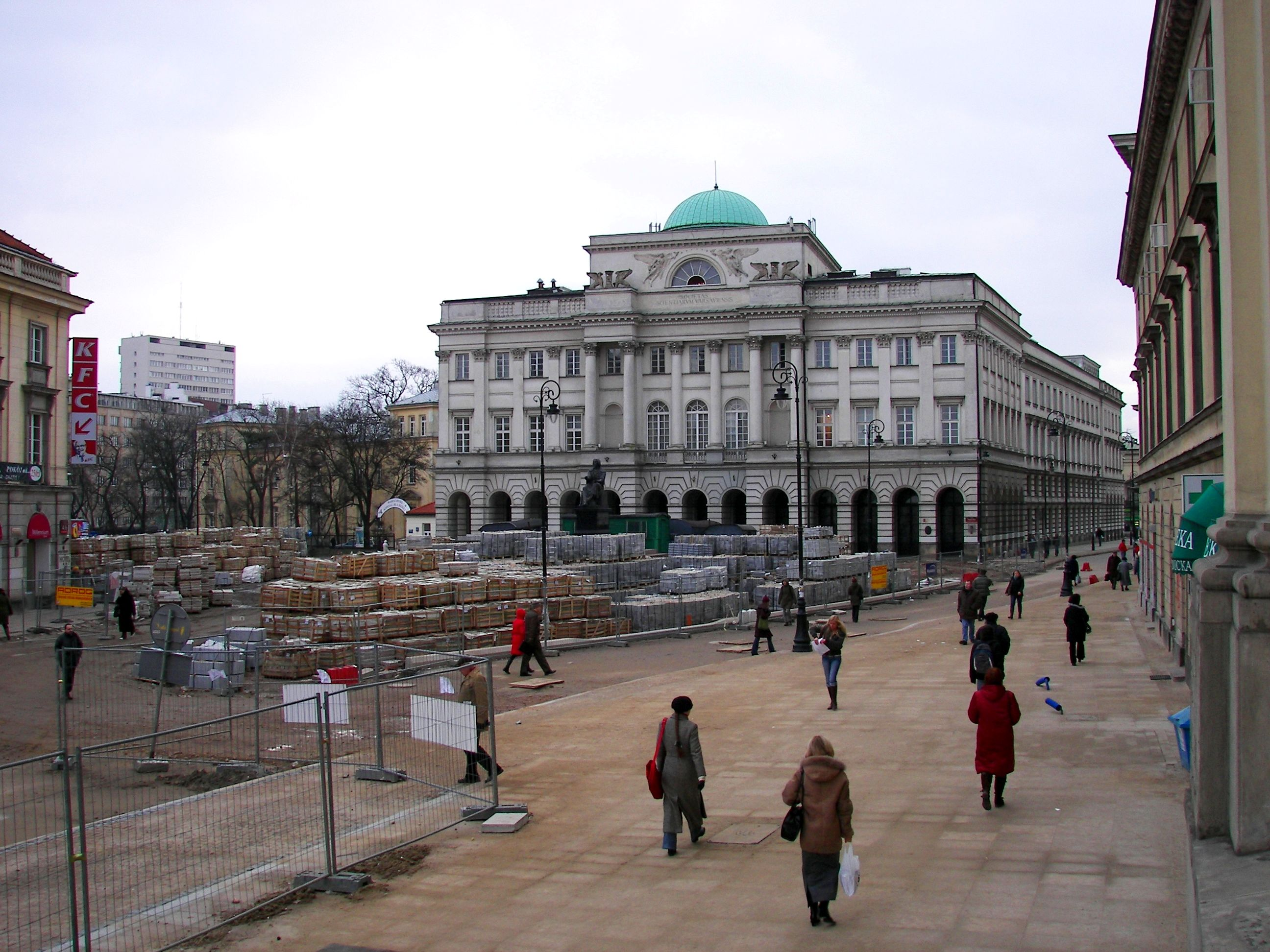
Auf dem Foto von 2007 (Neugestaltung der Krakowskie Przedmieście) ist links neben dem Staszic-Palast die noch heute bestehende Bebauungslücke erkennbar

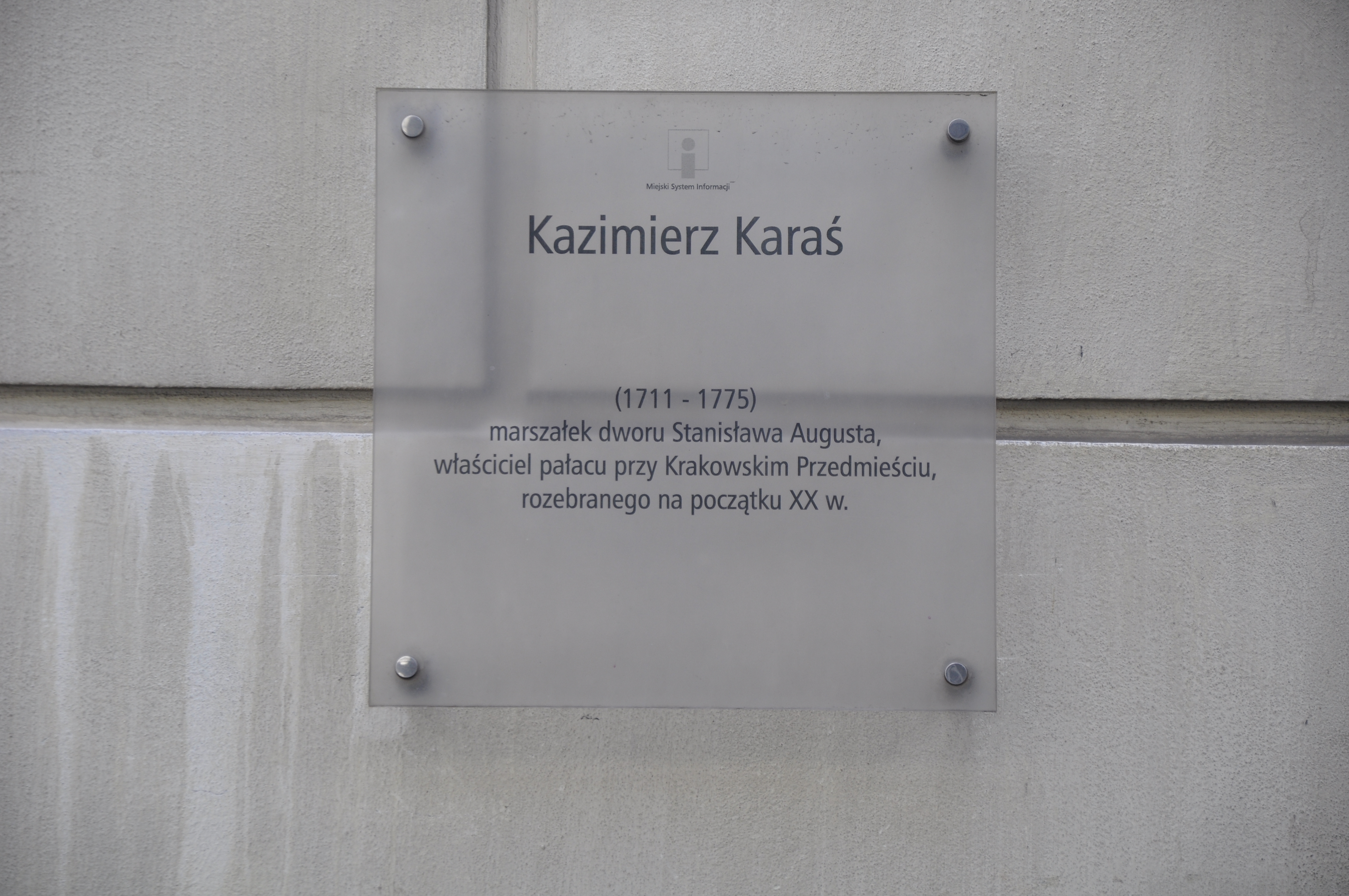
Informationstafel zum Erbauer des Palastes an einem Nachbargebäude

Der Karaś-Palast war eine spätbarocke Residenz an der Krakowskie Przedmieście im Warschauer Innenstadtdistrikt. Er wurde Anfang des 20. Jahrhunderts abgerissen, an seiner Stelle befindet sich heute ein öffentlicher Parkplatz.

## Lage
Der Palast lag an der sich hier – beim Übergang in die Ulica Nowy Świat – zu einem kleinen Platz verbreiternden Promenadestraße Krakowskie Przedmieście zwischen der Ulica Oboźna und der heutigen Ulica Mikołaja Kopernika und somit gegenüber dem Nordtrakt des Zamoyski-Palastes. Zu seiner linken Seite stand im rechten Winkel der heute noch existierende Staszic-Palast, ehemaliger Sitz der Warschauer Gesellschaft der Freunde der Wissenschaften. Auf dem kleinen Platz befand sich das von Bertel Thorvaldsen geschaffene Denkmal des Nikolaus Kopernikus.

## Geschichte
Kazimierz Karaś ließ in den Jahren 1760 bis 1772 auf einem ihm von König Stanislaus II. August Poniatowski überlassenen Grundstück von dem Architekten Giacomo Fontana einen prächtigen, spätbarocken Palast mit Anklängen an den Frühklassizismus errichten. Die Fassadengestaltung erinnert an die des Königsschlosses.
Der Bauherr verstarb kurz nach Fertigstellung und hinterließ den Palast seinen fünf Kindern sowie seiner zweiten Ehefrau, Elżbieta Izabella. In Folge kam es zu Erbstreitigkeiten, die vor Gericht entschieden wurden. Während des Kościuszko-Aufstandes diente der Palast als Sitz des Hauptquartiers von Tadeusz Kościuszko. Später befand sich unter den Hausbewohnern die damals weithin bekannte Schönheit Teresa, eine Tochter von Onufry Kicki, Günstling des Königs. Ihr soll der preußische Kanzler Karl August von Hardenberg im Jahr 1813 im Namen seines Königs Friedrich Wilhelm III. eine von ihr abgelehnte morganatische Ehe angeboten haben.
Im 19. Jahrhundert hatte das Gebäude wechselnde Eigentümer (unter anderen Walewski, Brochocki, Witkowski). Der Palast wurde zu einem zunehmend schäbigeren Mietshaus mit Geschäften im Erdgeschoss. Im 19. Jahrhundert bestand im Haus die bekannte Kneipe „Pod Karasiem“. Im Gebäude befanden sich zeitweise auch die Redaktionsräume der „Gazeta Warszawska“. 1905 erwarb der Geschäftsmann Władysław Taubenhaus das Objekt. Unter ihm wurde der Palast an seiner Nordseite wegen einer Verbreiterung der hier verlaufenden Ulica Oboźna verkürzt. Dabei fiel eine Fensterachse sowie die abgerundete Ecke weg. Danach verkaufte er das Gebäude an Naftuli Lot und Bronisław Goldfeder, die Eigentümer einer Eisenbahnlinie.
Im Jahr 1912 oder 1913 wurde der Palast abgerissen. Die wirklichen Gründe für den Abriss sind heute unbekannt. Die Presse der Zeit kritisierte den Abbruch, der angeblich wegen Baufälligkeit und Einsturzgefahr erfolgte. Vermutet wurden stattdessen Spekulationen auf das wertvolle Grundstück. Anschließend wurde begonnen, hier ein Mietshaus zu errichten. Der Ausbruch des Ersten Weltkrieges beendete jedoch die Bauarbeiten. Heute befindet sich am Standort des Palastes ein Parkplatz.
Die heutige Nutzerin des Staszic-Palastes, die Polska Akademia Nauk, kündigte in den 2000er Jahren ihr Interesse an einem Wiederaufbau des ehemals benachbarten Palastes an, um ihn dann selbst zu nutzen. Geplant war die Anlage von Konferenzräumen, Gästezimmern sowie einer unterirdischen Tiefgarage. Genannte Voraussetzung war die Übereignung des Grundstückes durch die städtischen Behörden. Dazu kam es bislang nicht, auch weil die Eigentumsfrage ungeklärt ist.